# Excoecaria cuspidata
Excoecaria cuspidata är en törelväxtart som först beskrevs av Johannes Müller Argoviensis, och fick sitt nu gällande namn av Tapas Chakrabarty och Mohan Gangopadhyay. Excoecaria cuspidata ingår i släktet Excoecaria och familjen törelväxter. Inga underarter finns listade i Catalogue of Life.